# AD Confiança
AD Confiança is een Braziliaanse voetbalclub uit Aracaju in de staat Sergipe.

## Geschiedenis
De club werd in 1936 opgericht als volley- en basketbalclub en begon in 1949 ook met een voetbalafdeling. Twee jaar later werden de voetballers al voor het eerst kampioen van het Campeonato Sergipano. In 1959 werd de Taça Brasil ingevoerd, de eerste landelijke competitie om een kampioen aan te duiden. De staatskampioenen mochten aan deze competitie deelnemen en na een titel in 1962 mocht de club het jaar erop voor het eerst nationaal spelen. Confiança versloeg eerst Capelense en Campinense en werd dan zelf uitgeschakeld door Ceará. Het jaar erop mocht de club opnieuw deelnemen en versloeg CSA en Campinense en werd opnieuw door Ceará uitgeschakeld. Na één jaar onderbreking nam de club opnieuw deel en werd nu zelf in de eerste ronde door CSA gewipt. In 1971 werd de huidige competitie ingevoerd, de Série A, waaraan staatskampioenen en de sterkste teams uit grotere competities mochten deelnemen. In 1972 speelde de club in de Série B, maar werd in de eerste groepsfase uitgeschakeld. Na twee nieuwe staatstitels kon de club van 1976 tot 1979 in de Série A spelen, maar kon daar geen potten breken. De 27ste plaats in 1977 was hun beste notering. In 1984 speelde de club een laatste keer in de Série A. Nadat de staatskampioenen van kleinere staten zich niet meer rechtstreeks plaatsten in 1986 speelde geen enkele club uit de staat nog in de Série A. In 1990 kon de club nog de staatstitel winnen, maar de rest van de jaren negentig moest de club tevreden zijn met vijf tweede plaatsen. Van 1994 tot 1998 speelde de club in de Série C. Van 2000 tot 2002 kon de club drie titels op rij winnen en in 2004 nog een. De club speelde ook in de Série C, maar kon daar geen goede resultaten boeken. In de Copa do Brasil bereikte de club wel de derde ronde in 2002 en verloor daar van Brasiliense.
Na een zwakke zesde plaats in de staatscompetitie in 2006 speelde de club geen nationaal voetbal. In 2008 en 2009 werd opnieuw de staatstitel gewonnen. Nadat de club in 2008 de zevende plaats bereikte in de Série C, plaatste de club zich ook voor het volgende seizoen. De Série C werd opgewaardeerd en het format van de Série C werd nu de nieuwe Série D. Het volgende seizoen eindigde de club voorlaatste en degradeerde. Van 2011 tot 2013 speelde de club geen nationaal voetbal maar na een nieuwe staatstitel in 2014 nam de club opnieuw aan de Série D deel. Ze bereikten de halve finales, die ze verloren van Tombense. Deze plaats gaf recht op promotie naar de Série C, waardoor de club de eerste van de staats is promotie kon afdwingen sinds de invoering van de Série D in 2009. Het volgende seizoen werd opnieuw de staatstitel behaald en in de Série C bereikte de club de tweede fase, waarin ze verloren van Londrina. In 2019 promoveerde de club naar de Série B.

## Erelijst
Campeonato Sergipano
1951, 1954, 1962, 1963, 1965, 1968, 1976, 1977, 1983, 1986, 1988, 1990, 2000, 2001, 2002, 2004, 2008, 2009, 2014, 2015, 2017, 2020, 2024, 2025